# Madame Racketeer
Madame Racketeer é um filme de comédia norte-americano de 1932, com Alison Skipworth, Richard Bennett e George Raft. O filme foi dirigido por Harry Wagstaff Gribble e Alexander Hall.